# Championnat du Botswana de football 2009-2010
Navigation
Saison précédente Saison suivante
La saison 2009-2010 du Championnat du Botswana de football est la quarante-cinquième édition du championnat de première division au Botswana. Les seize meilleures équipes du pays sont regroupées au sein d’une poule unique où ils s’affrontent deux fois au cours de la saison, à domicile et à l’extérieur. En fin de saison, les deux derniers du classement sont relégués et remplacés par les deux meilleurs clubs de deuxième division tandis que le 14e doit affronter le 3e de D2 en barrage de promotion-relégation.
C'est le club de Township Rollers qui est sacré cette saison après avoir terminé en tête du classement final, avec treize points d’avance sur Mochudi Centre Chiefs et dix-huit sur União Flamengo Santos. Il s’agit du dixième titre de champion du Botswana de l’histoire du club, qui réussit même le doublé en s’imposant face à Centre Chiefs en finale de la Coupe du Botswana.

## Qualifications continentales
Le champion du Botswana se qualifie pour la Ligue des champions de la CAF 2011 tandis que le vainqueur de la coupe nationale obtient son billet pour la Coupe de la confédération 2011.

## Les clubs participants
| - Township Rollers - Police XI - Mochudi Centre Chiefs - Jwaneng Comets - Promu de D2 - Motlakase Power Dynamos - Promu de D2 - Notwane FC - Botswana Defence Force XI - Boteti Young Fighters | - ECCO City Green - Nico United - Killer Giants FC - Promu de D2 - Botswana Meat Commission FC - LCS Extension Gunners - Gaborone United - TAFIC FC - União Flamengo Santos |

## Compétition
Le barème utilisé pour établir le classement est le suivant :
- Victoire : 3 points
- Match nul : 1 point
- Défaite : 0 point

### Classement
| Rang | Équipe                      | Pts | J  | G  | N  | P  | Bp | Bc | Diff |
| ---- | --------------------------- | --- | -- | -- | -- | -- | -- | -- | ---- |
| 1    | Township RollersC           | 78  | 30 | 25 | 3  | 2  | 83 | 23 | +60  |
| 2    | Mochudi Centre Chiefs       | 65  | 30 | 19 | 8  | 3  | 70 | 35 | +35  |
| 3    | União Flamengo Santos       | 60  | 30 | 19 | 3  | 8  | 74 | 48 | +26  |
| 4    | LCS Extension Gunners       | 58  | 30 | 17 | 7  | 6  | 56 | 31 | +25  |
| 5    | ECCO City Green             | 50  | 30 | 15 | 5  | 10 | 61 | 51 | +10  |
| 6    | Botswana Defence Force XI   | 43  | 30 | 12 | 7  | 11 | 35 | 33 | +2   |
| 7    | Gaborone UnitedT            | 42  | 30 | 11 | 9  | 10 | 43 | 44 | -1   |
| 8    | Notwane FC                  | 36  | 30 | 9  | 9  | 12 | 47 | 52 | -5   |
| 9    | Nico United                 | 33  | 30 | 10 | 3  | 17 | 34 | 50 | -16  |
| 10   | TAFIC FC                    | 32  | 30 | 8  | 8  | 14 | 32 | 47 | -15  |
| 11   | Police XI                   | 30  | 30 | 7  | 9  | 14 | 25 | 34 | -9   |
| 12   | Motlakase Power DynamosP    | 29  | 30 | 8  | 5  | 17 | 37 | 62 | -25  |
| 13   | Botswana Meat Commission FC | 28  | 30 | 6  | 10 | 14 | 36 | 46 | -10  |
| 14   | Killer Giants FCP           | 28  | 30 | 7  | 7  | 16 | 31 | 59 | -28  |
| 15   | Jwaneng CometsP             | 27  | 30 | 6  | 9  | 15 | 31 | 54 | -23  |
| 16   | Boteti Young Fighters       | 26  | 30 | 6  | 8  | 16 | 38 | 64 | -26  |

|  | Qualification pour la Ligue des champions de la CAF 2011                  |
|  | Participation à la poule de promotion-relégation                          |
|  | Relégation directe en deuxième division                                   |
|  | T : Tenant du titre C : Vainqueur de la Coupe du Botswana P : Promu de D2 |

### Matchs

#### Poule de promotion-relégation
Le 14e de première division retrouve les seconds des poules Nord et Sud de deuxième division. Seule la meilleure équipe se maintient ou accède à la St Louis Premier League.
| Rang | Équipe            | Pts | J | G | N | P | Bp | Bc | Diff |  | Résultats (▼ dom., ► ext.) | TASC | Kill | Letl |
| ---- | ----------------- | --- | - | - | - | - | -- | -- | ---- |  | -------------------------- | ---- | ---- | ---- |
| 1    | TASC FC (D2)      | 8   | 4 | 2 | 2 | 0 | 9  | 4  | +5   |  | TASC FC (D2)               |      | 1-1  | 3-1  |
| 2    | Killer Giants FC  | 5   | 4 | 1 | 2 | 1 | 6  | 7  | -1   |  | Killer Giants FC           | 1-4  |      | 1-1  |
| 3    | Letlapeng FC (D2) | 2   | 4 | 0 | 2 | 2 | 4  | 8  | -4   |  | Letlapeng FC (D2)          | 1-1  | 1-3  |      |

## Bilan de la saison
| Championnat du Botswana de football 2009-2010 |                              |
| Champion                                      | Township Rollers (10e titre) |
| Coupes et trophées                            |                              |
| Vainqueur de la Coupe du Botswana 2009-2010   | Township Rollers             |
| Qualifications continentales                  |                              |
| Ligue des champions de la CAF 2011            | Township Rollers             |
| Coupe de la confédération 2011                | Aucun                        |
| Promotions et relégations                     |                              |
| Promus en Premier League                      | Miscellanous FC              |
| Promus en Premier League                      | Black Peril FC               |
| Promus en Premier League                      | TASC FC                      |
| Relégués en Second Division                   | Killer Giants FC             |
| Relégués en Second Division                   | Jwaneng Comets               |
| Relégués en Second Division                   | Boteti Young Fighters        |